# Мамбет Чокморов
Мамбет Чокморов (1896—1973) — один из крупнейших сказителей восточного региона — манасчи. По преданию, он также был посвящён в манасчы самим Манасом, явившимся ему в вещем сне.

## Биография
Родился в местности Корумду (ныне — Тонского района Иссык-Кульской области). Искусство сказительства унаследовал от своего дяди с материнской стороны — Донузбая, который был известным в округе манасчы.
Всю свою жизнь провел в родном аиле, выступая в кругу односельчан и земляков с различными эпизодами из большого эпоса. Был смотрителем Иссык-Кульского мазара долины священных родников Манжылы-Ата, лично участвовал в лечении больных паломников, что объясняется тем, что исполнение трилогии «Манас», «Сейтек» и «Семетей» считается в народе особым видом целительств.
В 1963—1973 гг. от Мамбета Чокморова сотрудниками Академии наук Киргизской ССР была записана трилогия «Манас» — «Семетей» — «Сейтек», на основе чего статус сказителя был определён как манасчы-новатор, ибо он создал собственный вариант эпопеи.
Его запись о Манасе считается, наряду с записями ещё пяти сказателей, наиболее значительным.
Исполнительский стиль Мамбета Чокморова со всей яркостью проявился в эпизоде «Большой поход» («Чон казат»), записанном Э. Абдылдаевым. Им же были записаны ещё два эпизода эпоса — «Схватка Манаса и Конурбая» («Манас менен Конурбайдын сайышы») и «Поминки Кокетея» («Кекетейдун ашы»), тексты которых хранятся в рукописном фонде Национальной академии наук КР.